# IPhone 8
iPhone 8 và iPhone 8 Plus là bộ đôi điện thoại thông minh do Apple Inc. thiết kế, phát triển và kinh doanh trên thị trường. Nó được công bố bởi CEO Tim Cook vào ngày 12 tháng 9 năm 2017 cùng với chiếc iPhone X. Mẫu máy này là sản phẩm kế nhiệm cho bộ đôi iPhone 7 và iPhone 7 Plus. Sản phẩm chính thức được phát hành trên toàn thế giới vào ngày 22 tháng 9 năm 2017.
iPhone 8 và iPhone 8 Plus là bộ đôi điện thoại bán chạy nhất thế giới năm 2017 và từ đó đến nay, sản phẩm luôn nằm trong danh sách những điện thoại thông minh bán chạy nhất thế giới.

## Tổng quan

### Thiết kế
iPhone 8 và 8 Plus có sự kế thừa kiểu dáng thiết kế từ iPhone 7 và iPhone 7 Plus. Điểm thay đổi lớn nhất về thiết kế là mặt lưng của máy được làm từ kính cường lực, thay vì được làm từ nhôm như đời trước, điều này giúp máy có khả năng hỗ trợ sạc không dây. Ngoài ra, các dòng chữ chứa thông tin về số series, IMEI, nhà sản xuất hay giấy phép đều được loại bỏ.

### Màn hình

#### iPhone 8
- Máy có màn hình Retina HD, với tấm nền LCD cảm ứng chạm đa điểm, công nghệ IPS và 3D Touch.
- Kích thước màn hình là 4,7 inch, độ phân giải 1334×750 pixel, với mật độ điểm ảnh 326 ppi.
- Độ tương phản của máy là 1400:1, là màn hình True Tone, có dải màu rộng P3
- Hệ thống miền pixel kép cho góc nhìn rộng và độ sáng tối đa lên tới 625 cd/m².
- Màn hình có lớp phủ oleophobic có nhiệm vụ chống bám vân tay.[10]

#### iPhone 8 Plus
- Máy có màn hình Retina HD, với tấm nền LCD cảm ứng chạm đa điểm, công nghệ IPS và 3D Touch.
- Kích thước màn hình là 5,5 inch, độ phân giải 1920×1080 pixel, với mật độ điểm ảnh 401 ppi.
- Độ tương phản của máy là 1300:1, là màn hình True Tone, có dải màu rộng P3
- Hệ thống miền pixel kép cho góc nhìn rộng và độ sáng tối đa lên tới 625 cd/m².
- Màn hình có lớp phủ oleophobic có nhiệm vụ chống bám vân tay.[11]

### Bộ xử lý
Thiết bị sử dụng con chip Apple A11 Bionic. Hãng thông báo rằng khi sử dụng 4 lõi hiệu suất trong tất cả các CPU sẽ cho ra kết quả nhanh hơn 70% và khi sử dụng 2 lõi CPU, kết quả cho ra nhanh hơn 25% khi so sánh với A10 Fusion. GPU ba lõi do Apple thiết kế cũng nhanh hơn tới 30% so với A10 Fusion. A11 Bionic sẽ mang lại trải nghiệm thực tế ảo tăng cường tốt hơn trong các trò chơi và ứng dụng.

### Camera chính

#### iPhone 8
- Một ống kính có độ phân giải 12 MP, khẩu độ ƒ/1.8.
- Có thể phóng đại kĩ thuật số lên tới 5×.
- Tính năng chống rung quang học
- Ống kính trang bị 6 thành phần
- Đèn bốn flash LED True Tone
- Chế độ chụp toàn cảnh cho ra bức ảnh lên tới 63MP.
- Ống kính làm từ đá Sapphire.
- Lấy nét tự động và thủ công
- Các chế độ chụp, hẹn giờ và giảm tiếng ồn[13]

#### iPhone 8 Plus
- Có hai ống kính cùng độ phân giải 12MP: Ống kính Tele và góc rộng
- Ống kính Tele có khẩu độ ƒ/2.8, ống kính góc rộng có khẩu độ ƒ/1.8.
- Có thể phóng đại quang học, kĩ thuật số lên tới 10×.
- Chế độ chụp chân dung và hiệu ứng chụp chân dung lần đầu xuất hiện.
- Tính năng chống rung quang học
- Ống kính trang bị 6 thành phần
- Đèn bốn flash LED True Tone
- Chế độ chụp toàn cảnh cho ra bức ảnh lên tới 63MP.
- Ống kính làm từ đá Sapphire.
- Lấy nét tự động và thủ công
- Các chế độ chụp, hẹn giờ và giảm tiếng ồn[14]

### Camera trước
- Camera có độ phân giải 7 MP, khẩu độ ƒ/2.2.
- Khả năng quay video 1080p HD.
- Cảm biến phát hiện khuôn mặt.
- Chụp HDR tự động.
- Các chế độ chụp và hẹn giờ.[11]

### Quay video
- Máy có thể quay video 4K ở 24 fps, 30 fps hoặc 60 fps.
- Quay video 1080p HD ở 30 fps hoặc 60 fps.
- Quay video 720p HD ở 30 fps.
- Tính năng chống rung hình ảnh quang học cho video.
- Phóng đại quang học, kĩ thuật số lên 6× trên iPhone 8 Plus
- Đèn bốn flash LED True Tone.
- Giảm nhiễu tiếng ồn khi quay video
- Hỗ trợ video Slo-Mo cho 1080p ở 120 fps hoặc 240 fps.
- Có thể chụp ảnh có độ phân giải 8MP trong khi quay video 4K.
- Có thể thu phóng âm thanh và thu phóng video phát lại.

### Thông tin khác
- Máy có kháng nước và kháng bụi chuẩn IP67.
- Dung lượng pin của iPhone 8 và 8 Plus lần lượt là 1821 mAh và 2675 mAh.
- Được trang bị bảo mật sinh trắc học vân tay Touch ID đặt dưới nút Home.
- Hộp của chiếc iPhone 8 và 8 Plus đi kèm với một chiếc tai nghe, cáp sạc và một củ sạc thông thường.
- Chiếc điện thoại có 4 tùy chọn màu sắc:[10]

| Màu sắc | Tên gọi     |
| ------- | ----------- |
|         | Gold        |
|         | Silver      |
|         | Space Gray  |
|         | Product Red |

## Hình ảnh

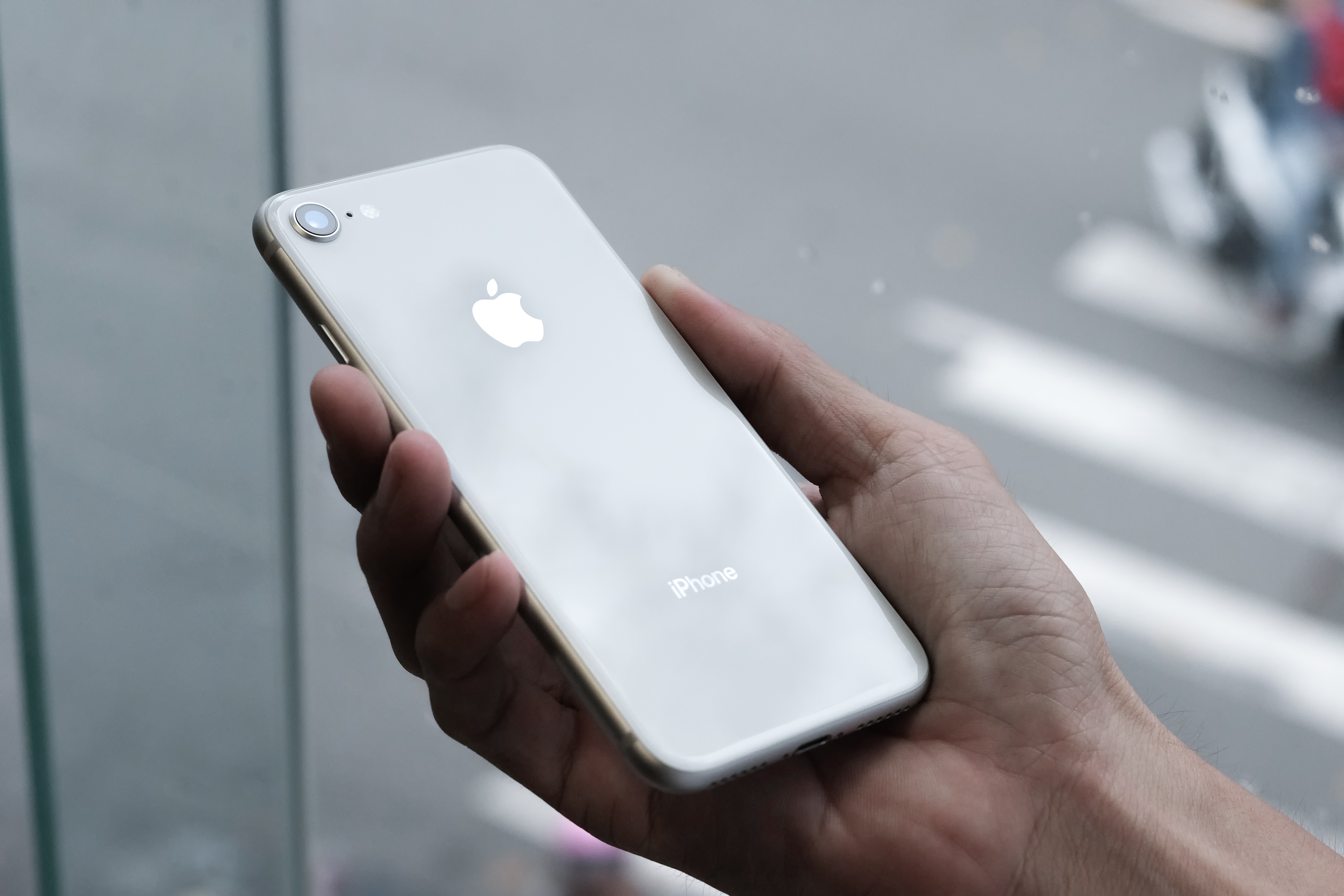
Mặt sau iPhone 8
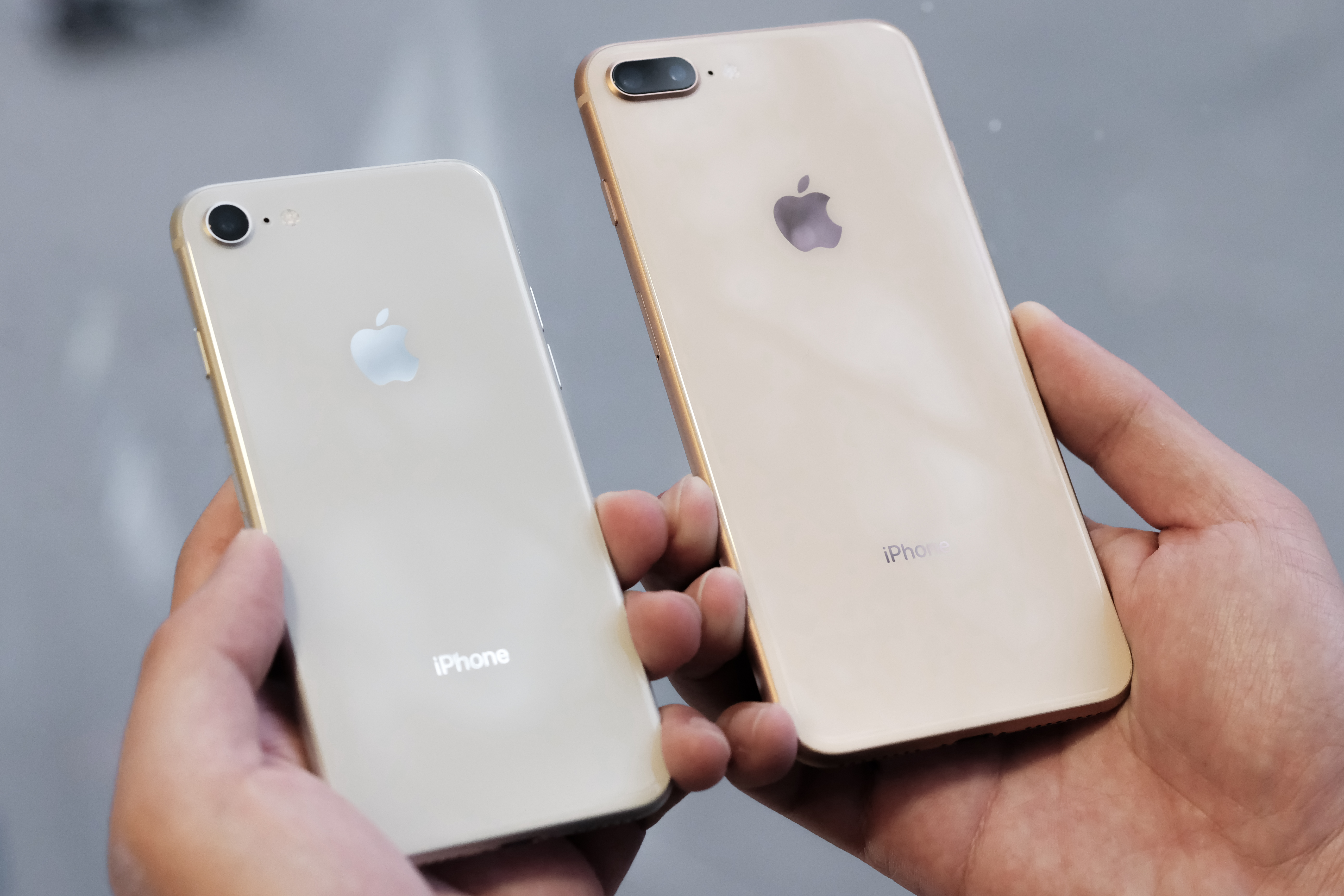
iPhone 8 và 8 Plus